# Strålin & Persson
Strålin & Persson var ett tryckeri i Korsnäs, Falun, känt för att ha spritt Jenny Nyströms alster.
Den 4 juli 1904 startade Carl Henning Strålin sitt företag. Han började i liten skala med att ta naturfotografier som användes som motiv för vykort. Så tidigt som 1915 levererade företaget broschyrer med fyrfärgstryck. Strålin & Persson expanderade snabbt och hade som mest 120 anställda.
Många konstnärer och illustratörer bidrog till firmans framgångar. Under 1940-talet befann sig Jenny Nyström under långa perioder hos företaget och tecknade för företaget. Jenny Nyström producerade flitigt illustrationer som Strålin & Persson tryckte.
År 1962 specialiserade sig företaget på blanketter och reklamtrycksaker. Fastigheten bebyggdes 1904 i Korsnäs i Falun.
Strålin & Persson försattes i konkurs i december 2015. Vid den tiden så hade företaget 15 anställda.
Företaget drevs vidare av konkursförvaltare fram tills mars 2016 då de blev uppköpta av Strands Grafiska i Norden AB.
Under oktober 2018 ansökte Strand Grafiska om rekonstruktion. I och med rekonstruktionen som avslutades i mars 2019 bestämdes att tryckeriet i Falun skulle avvecklas och man bara skulle ha ett säljkontor kvar i Falun.
I juni 2019 köpte Nordisk Textil de gamla lokalerna som varit tryckeri sedan 1904 och tryckeriet avvecklades och alla gamla maskiner flyttades ut.
Numera bedrivs webbhandel av tyger och gardiner i de gamla tryckerilokalerna.

## Fotnoter
1. ↑  ”Jular med Jenny Nyström”. Dalademokraten. Arkiverad från originalet den 17 maj 2007. https://web.archive.org/web/20070517034351/http://www.dalademokraten.se/ArticlePages/200306/23/1000004628_TT/1000004628_TT.dbp.asp. Läst 25 januari 2008.